# Negba
Negba (en hebreo: נגבה‎) es una comuna agrícola o kibutz, situada en la llanura costera del centro-sur de Israel. Localizada cerca de las ciudades de Kiryat Malakhi y Ascalón, cae bajo la jurisdicción del Concejo Regional Yoav. Este kibutz tiene unos 600 residentes y cubre un área de unos 12.000 dunams.
Recibió el nombre de "Negba" debido a un versículo del Libro del Génesis, donde Dios ordena a Abraham que alce sus ojos y que mire al norte, al sur, al oriente y al occidente. La palabra "Negba" significa "sur", una etimología similar a la del término "Néguev".

## La batalla por Negba en 1948
La comunidad fue fundada el 12 de julio de 1939 a través del programa de torre y empalizada por miembros de Hashomer Hatzair oriundos de Polonia. En el momento de su fundación, era el más meridional de los asentamientos judíos del Mandato Británico de Palestina.
En la guerra árabe-israelí de 1948, las fuerzas israelíes libraron muchos combates con Egipto, tras invadir éste Israel el 15 de mayo. Las fuerzas egipcias avanzaron y capturaron el puesto policial de Iraq-Sweden, que controlaba la ruta hacia el Néguev y hacia el cercano kibut Negba. Junto con el puesto policial, los egipcios ocuparon las villas árabes cercanas al kibutz, desde las cuales atacaron las carreteras hacia el Néguezv y Negba, lo cual retrasó el avance egipcio hacia Ascalón y hacia Hebrón y Jerusalén.
A pesar de los fuertes ataques, realizados con apoyo aéreo y de tanques, los egipcios no pudieron capturar el kibutz. Negba fue destruida, pero sus defensores se ocultaron en búnkeres y otras posiciones fortificadas, sosteniendo una feroz resistencia contra una avalancha de ataques, que duró tres meses. Mediante la operación Yoav el ejército egipcio fue derrotado, y el 9 de noviembre de 1948, tras varios intentos infructuosos, el puesto policial de Iraq-Sweden fue tomado por las Fuerzas de Defensa de Israel. Los residentes de Negba retornaron al kibutz y comenzaron a reconstruirlo.
En recuerdo de los combatientes caídos, se erigió un monumento cerca del cementerio militar que homenajea a la unión de los combatientes: un hombre y una mujer del kibutz con unos soldados luchando. Cerca del monumento se erige un tanque egipcio, junto con un depósito de agua agujereado por el fuego enemigo, como testimonio de la crudeza de los combates. 

## Economía
La economía del kibutz está basada en la ganadería, las aves de corral, huertos y dos fábricas. Hay un museo abierto, que incluye un reconstrucción a escala de los asentamientos de torre y empalizada, un tanque egipcio que participó en el ataque al kibutz y que fue destruido, y la torre de agua que aún permanece acribillada por agujeros de bala.
El kibutz también acoge las llamadas "aguas termales de Yoav", con baños de agua mineral.

## Residentes notables
- Yossi Peled, militar y político
- Giora Epstein, As de la Fuerza Aérea Israelí
- Aryeh Hen
- Anat Maor, exmiembro del Knesset
- Avshalom Vilan, miembro del Knesset
- Gabriel Strauss, 1962-2025, sionista y amante de Israel, con su cuerpo y su alma